# Ориоль, Венсан
Жюль Венса́н Орио́ль (фр. Jules Vincent Auriol; 27 августа 1884, Ревель, департамент Верхняя Гаронна, Франция — 1 января 1966, Париж, Франция) — французский политический и государственный деятель, 16-й президент Франции (1947—1954) во время Четвёртой Французской республики. Министр финансов во времена коалиции Народного фронта (1936—1937). 

## Биография

### Ранние годы
Родился 27 августа 1884 года в Реве в семье пекаря Жака Антуана Ориоля (1855—1933) и его супруги Анжелики Виржини Дюран (1862—1945). Единственный ребёнок в семье. Получил юридическое образование в ревельском колледже. Карьеру юриста начал в Тулузе.

### Политическая карьера
Примкнув к партии СФИО, Ориоль основал в Тулузе партийную газету. Также он был главой городской Ассоциации журналистов.
В 1914 году впервые был избран в Национальное собрание от коммуны Мюре, где проработал до 1942 года. С мая 1925 года и вплоть до вступления в должность президента Франции в январе 1947 года он был также мэром Мюре. Наконец, в 1928—1947 годах он был членом Совета департамента по Верхней Гаронне. После распада СФИО в 1920 году был одним из соучредителей новой СФИО. Был одним из самых влиятельных членов партии, возглавлял сначала партийный, а затем и парламентский комитет финансов. В 1936—1937 годах — министр финансов в правительстве Леона Блюма, в 1937—1938 — хранитель печати и министр юстиции. В марте-апреле 1938 года, менее месяца, Ориоль был министром по координации служб Председателя Совета Министров Франции.
В июле 1940 года Ориоль был среди 80 депутатов, которые голосовали против предоставления Анри Филиппу Петену чрезвычайных полномочий, позволивших тому установить коллаборационистскую диктатуру. За это был помещён под домашний арест. В октябре 1942 года присоединился к движению «Сражающаяся Франция», а годом позже бежал в Великобританию. Представлял СФИО на Консультативной ассамблее Свободной Франции, начавшей работу в ноябре 1943 года на территории Алжира. В 1944 году — глава французской делегации на Бреттон-Вудской конференции.
В ноябре 1945 года — январе 1946 года — государственный министр в правительстве Шарля де Голля. С января по ноябрь 1946 года входил в Учредительное собрание Франции, создавшее Четвёртую Французскую республику. С декабря 1946 по январь 1947 года был председателем Национального собрания. Также в 1946 году он был представителем Франции в Совете Безопасности ООН. Пытался создать «третью силу» в политике страны, которая бы успешно противостояла как коммунизму, так и голлизму.

### Президентство
16 января 1947 года был избран президентом Франции.
На период президентства Ориоля пришлись тяжёлые годы послевоенного восстановления страны, сопровождавшегося частой сменой правительств, ни одно из которых не проработало даже 2 года. Также при Ориоле во Франции произошло много стачек и массовых беспорядков. Во внешней политике Франция в этот период вела колониальную войну в Индокитае. В 1947 году колониальные войска жестоко подавили восстание на Мадагаскаре. Наконец, Франция приняла участие в плане Маршалла (1948), стала одним из соучредителей НАТО (1949) и первых структур европейской интеграции. Так, в 1951 году было создано Европейское объединение угля и стали (ЕОУС).
Незадолго до окончания президентского срока Ориоль заявил, что ни в коем случае не будет баллотироваться на следующий: «Эта работа чуть не свела меня в могилу: меня будили в любое время ночи, чтобы принимать отставки премьер-министров!» (за 7 лет его президентства во Франции сменилось 13 правительств).

### После президентства
После ухода с поста президента Ориоль занялся политической публицистикой. В 1958 году поддержал приход де Голля к власти, вследствие чего был исключён из СФИО. В 1959 году вошёл в Конституционный совет Франции. Противился проекту конституции Пятой республики, так как она якобы давала президенту слишком большие полномочия. В 1960 году Ориоль покинул Конституционный совет. При этом в 1962 году он одобрил инициированное де Голлем изменение процедуры президентских выборов. Поддержал решение социалиста Франсуа Миттерана баллотироваться в президенты на выборах в декабре 1965 года. Скончался 1 января 1966 года. Похоронен в Мюре.

## Семья
С 1912 года состоял в браке с Мишель Окутье (1896—1979), от которой у него родился единственный сын Поль (1918—1992).

## Награды
Французские
- Кавалер Большого креста Ордена Почётного легиона (1947).
- Крест Добровольцев.
- Медаль Сопротивления.
- Кавалер Большого креста Ордена Звезды Анжуана.
- Кавалер Большого креста Ордена Нишан-эль-Ануар.

Иностранные
- Кавалер Большого креста на цепи Ордена «За заслуги перед Итальянской республикой» (Италия).
- Кавалер Большого креста Ордена Святого Олафа (Норвегия).
- Кавалер цепи Ордена Слона (Дания).
- Кавалер Большого креста Национального ордена Почёта и Заслуг (Гаити).